# Anaspis minutula
Anaspis minutula es una especie de coleóptero de la familia Scraptiidae.

## Distribución geográfica
Habita en Kumaon (India).